# Selezione diversificante

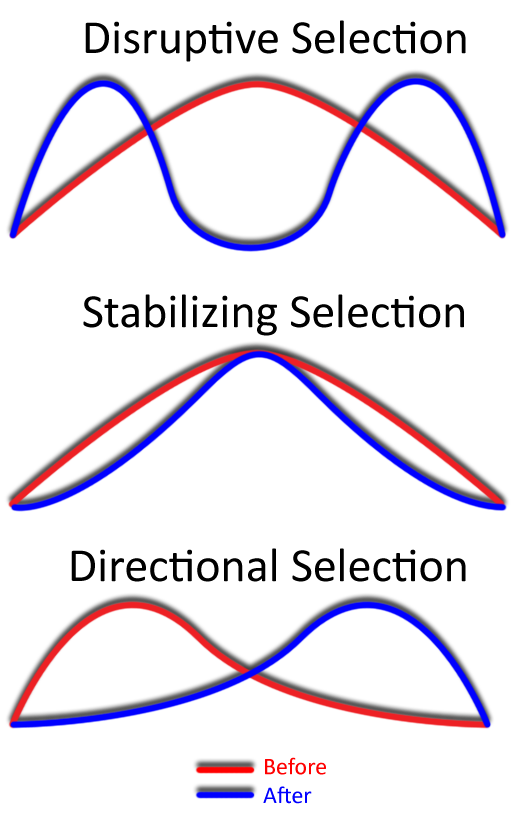
Rappresentazione diagrammatica dei tre principali tipi di selezione naturale:
- selezione diversificante
- selezione stabilizzante
- selezione direzionale

Nell'ambito della selezione naturale, si parla di selezione diversificante o divergente (in inglese disruptive selection) quando vengono favoriti i fenotipi che esprimono alleli posti agli estremi della distribuzione dei caratteri, a scapito dei caratteri al centro della distribuzione. Questa condizione si viene a creare quando la popolazione vive in un ambiente non uniforme, nel quale un fenotipo può essere favorito in una determinata nicchia ecologica, mentre l'altro è più adatto in un'altra nicchia. In questo modo, entrambi i fenotipi aumenteranno in frequenza nel corso delle generazioni, la varianza dei caratteri aumenterà e la curva assumerà un andamento bimodale. Questo tipo di selezione ha una notevole importanza perché determina un aumento della diversità genica all'interno delle popolazioni e, di conseguenza, promuove la speciazione.
In genere questo tipo di selezione favorisce fenotipi diversi in sottoambienti con caratteristiche ambientali diverse. Se la selezione è sufficientemente efficiente (se non c'è eccessivo flusso genico o deriva genetica, ad esempio) questo fenomeno porta alla speciazione simpatrica.
La selezione diversificante è più comune in quelle specie che hanno il loro areale in zone eterogenee e ricche di nicchie ecologiche vuote. Questa strategia, inoltre, consente la sopravvivenza della specie qualora alcune popolazioni si estinguano in seguito ad eventi che possono risparmiare altre popolazioni con adattamenti diversi.

## Esempi
Un esempio di selezione diversificante è costituito dalla farfalla africana Papilio dardanus Brown, 1776 (Papilionidae), le cui femmine, in zone differenti, si sono evolute, per forma e schemi di colorazione, in popolazioni che risultano estremamente somiglianti ad altre specie di farfalle che i predatori evitano perché non appetibili (mimetismo batesiano).

Un altro caso emblematico è rappresentato dalla pianta Agrostis capillaris L. (Poaceae), che ha sviluppato, in corrispondenza di vecchie miniere di rame abbandonate, dei genotipi in grado di resistere a questo elemento chimico, altrimenti molto nocivo.